# Stifftia
Stifftia  es un género  de plantas con flores de la familia de las asteráceas.  Comprende 15 especies descritas y de estas, solo 3 aceptadas. Es originario de Sudamérica.

## Taxonomía
El género fue descrito por Johann Christian Mikan y publicado en Delectus Florae et Faunae Brasiliensis t. 1. 1820.	La especie tipo es: Stifftia chrysantha Mikan	

## Especies aceptadas
A continuación se brinda un listado de las especies del género Stifftia aceptadas hasta julio de 2012, ordenadas alfabéticamente. Para cada una se indica el nombre binomial seguido del autor, abreviado según las convenciones y usos.
- Stifftia cayennensis H.Rob. & B.Kahn
- Stifftia chrysantha Mikan
- Stifftia parviflora D.Don